# François-Louis Tremblay
François-Louis Tremblay (Alma, 13 novembre 1980) è un ex pattinatore di short track canadese.

## Palmarès

### Giochi olimpici invernali
- 5 medaglie:
  - 2 ori (5000 m staffetta a Salt Lake City 2002; 5000 m staffetta a Vancouver 2010)
  - 2 argenti (500 m e 5000 m staffetta a Torino 2006)
  - 1 bronzo (500 m a Vancouver 2010)

### Campionati mondiali di short track
- 13 medaglie:
  - 5 ori (500 m e staffetta 5000 m a Pechino 2005; 500 m e staffetta 5000 m a Minneapolis 2006; staffetta 5000 m a Shanghai 2012)
  - 4 argenti (1500 m a Pechino 2005; 3000 m a Minneapolis 2006; 500 m e staffetta 5000 m a Milano 2007)
  - 4 bronzi (staffetta 5000 m a Sofia 1999; classifica generale a Pechino 2005; classifica generale a Minneapolis 2006, 500 m a Sofia 2010)

### Campionati mondiali di short track a squadre
- 8 medaglie:
  - 4 ori (L'Aia 2000, Minamimaki 2001, Chuncheon 2005, Budapest 2007)
  - 4 argenti (Saint Louis 1999, Milwaukee 2002, Montréal 2006, Heerenveen 2009)